# Hermonassa sobeyi
Hermonassa sobeyi är en fjärilsart som beskrevs av Ronkay och Márton Hreblay. Hermonassa sobeyi ingår i släktet Hermonassa och familjen nattflyn. Inga underarter finns listade i Catalogue of Life.